# Selektywne modulatory receptora estrogenowego
Selektywne modulatory receptora estrogenowego (ang. Selective Estrogen Receptor Modulators, SERM) – grupa leków działających za pośrednictwem receptorów estrogenowych, charakteryzujących się zróżnicowanym działaniem agonistycznym lub antagonistycznym w zależności od tkanki docelowej. Znajdują zastosowanie w leczeniu osteoporozy, raka sutka, w antykoncepcji, hormonalnej terapii zastępczej, braku owulacji.
Należą tu:
- afimoksyfen
- arzoksyfen
- bazedoksyfen
- klomifen
- lazofoksyfen
- ormeloksyfen
- raloksyfen
- tamoksyfen
- toremifen